# Převaha
Převaha (anglicky "Superiority") je sci-fi povídka spisovatele Arthura C. Clarka.
Zobrazuje závody ve zbrojení a ukazuje, jakým způsobem může být poražena - navzdory své technologické převaze - silnější strana. Důvody vedoucí k porážce jsou organizační chyby a přílišná snaha zbavit se zastaralé technologie bez patřičného zajištění technologie nové.
V angličtině vyšla např. ve sbírce Expedition to Earth (1953).

## Děj povídky
Bývalý vrchní velitel ozbrojených sil popisuje ve své zprávě okolnosti vedoucí k porážce. Jeho armáda měla početní převahu a disponovala moderními technologiemi jako např. Klydonovým paprskem, samonaváděcími torpédy a řiditelnými výboji. Méně účinné varianty též výzbroje vlastnil i nepřítel.
Po nahrazení hlavního vědce Malvara ve funkci profesorem Nordenem dochází ke změně strategie, vyvíjejí se nové zbraně, např. Koule zkázy, Bitevní analyzátor a Exponenciální pole. Jsou to sice originální prostředky, ale trpí dětskými nemocemi a vyžadují náročnou obsluhu, což sebou nese potřebu zaškolení personálu, čímž se jejich efektivita snižuje. Nepřítel navíc dokáže pružně přizpůsobovat svou taktiku novým situacím.
Spory mezi generalitou a vědeckým týmem profesora Nordena eskalují, zatímco válka pokračuje v neplánovaných mezích. Namísto očekávaného vítězství se situace mění, protivník útočí ve velkých počtech a blíží se k domovské sluneční soustavě, kterou záhy dobude.
Vrchní velitel čelí ve vězeňské cele obvinění z chyb ve velení a požaduje přemístění na jinou celu. Nechce sdílet uzavřený prostor s profesorem Nordenem.

## Česká vydání
Česky vyšla povídka v následujících sbírkách nebo antologiích:
- Devět miliard božích jmen (Práce, 2002 [1])
- Fantasy & Science Fiction 1992/02 (Polaris, 1992) - česká mutace známého amerického sci-fi a fantasy magazínu.
- Výprava na Zemi (Baronet, 2007)